# Gran Premi d'Europa del 1984
El Gran Premi d'Europa de la temporada 1984 va ser disputat al circuit de Nürburgring el 7 d'octubre del 1984.

## Resultats de la cursa
| Pos | No | Pilot              | Equip               | Voltes | Temps/ Retirada        | Pos. de sortida | Punts |
| --- | -- | ------------------ | ------------------- | ------ | ---------------------- | --------------- | ----- |
| 1   | 7  | Alain Prost        | McLaren - TAG       | 67     | 1h 35' 13. 2           | 2               | 9     |
| 2   | 27 | Michele Alboreto   | Ferrari             | 67     | + 23.911 s             | 5               | 6     |
| 3   | 1  | Nelson Piquet      | Brabham - BMW       | 67     | + 24.922 s             | 1               | 4     |
| 4   | 8  | Niki Lauda         | McLaren - TAG       | 67     | + 43.086 s             | 15              | 3     |
| 5   | 28 | René Arnoux        | Ferrari             | 67     | + 1' 01.430 min.       | 6               | 2     |
| 6   | 22 | Riccardo Patrese   | Alfa Romeo          | 66     | + 1 Volta              | 9               | 1     |
| 7   | 26 | Andrea de Cesaris  | Ligier - Renault    | 65     | + 2 Voltes             | 17              |       |
| 8   | 21 | Mauro Baldi        | Spirit - Hart       | 65     | + 2 Voltes             | 24              |       |
| 9   | 18 | Thierry Boutsen    | Arrows - BMW        | 64     | Encesa                 | 11              |       |
| 10  | 25 | Francois Hesnault  | Ligier - Renault    | 64     | + 3 Voltes             | 19              |       |
| 11  | 16 | Derek Warwick      | Renault             | 61     | Sobreescalfament motor | 7               |       |
| Ret | 30 | Jo Gartner         | Osella - Alfa Romeo | 60     | Alim. combustible      | 22              |       |
| Ret | 2  | Teo Fabi           | Brabham - BMW       | 57     | Caixa canvi            | 10              |       |
| Ret | 12 | Nigel Mansell      | Lotus - Renault     | 51     | Motor                  | 8               |       |
| Ret | 15 | Patrick Tambay     | Renault             | 47     | Alim. combustible      | 3               |       |
| Ret | 23 | Eddie Cheever      | Alfa Romeo          | 37     | Alim. combustible      | 13              |       |
| Ret | 9  | Philippe Alliot    | RAM - Hart          | 37     | Turbo                  | 25              |       |
| Ret | 10 | Jonathan Palmer    | RAM - Hart          | 35     | Turbo                  | 21              |       |
| Ret | 5  | Jacques Laffite    | Williams - Honda    | 27     | Motor                  | 14              |       |
| Ret | 11 | Elio de Angelis    | Lotus - Renault     | 25     | Turbo                  | 23              |       |
| Ret | 19 | Stefan Johansson   | Toleman - Hart      | 17     | Sobreescalfament motor | 26              |       |
| Ret | 6  | Keke Rosberg       | Williams - Honda    | 0      | Accident               | 4               |       |
| Ret | 19 | Ayrton Senna       | Toleman - Hart      | 0      | Accident               | 12              |       |
| Ret | 17 | Marc Surer         | Arrows - BMW        | 0      | Accident               | 16              |       |
| Ret | 31 | Gerhard Berger     | ATS - BMW           | 0      | Accident               | 18              |       |
| Ret | 24 | Piercarlo Ghinzani | Osella - Alfa Romeo | 0      | Accident               | 20              |       |

## Altres
- Pole: Nelson Piquet 1' 18. 871

- Volta ràpida: Michele Alboreto i Nelson Piquet 1' 23. 146 (a la volta 62)

- És la primera vegada que dos pilots fan el mateix temps a la volta ràpida.